# Conjunció (astronomia)

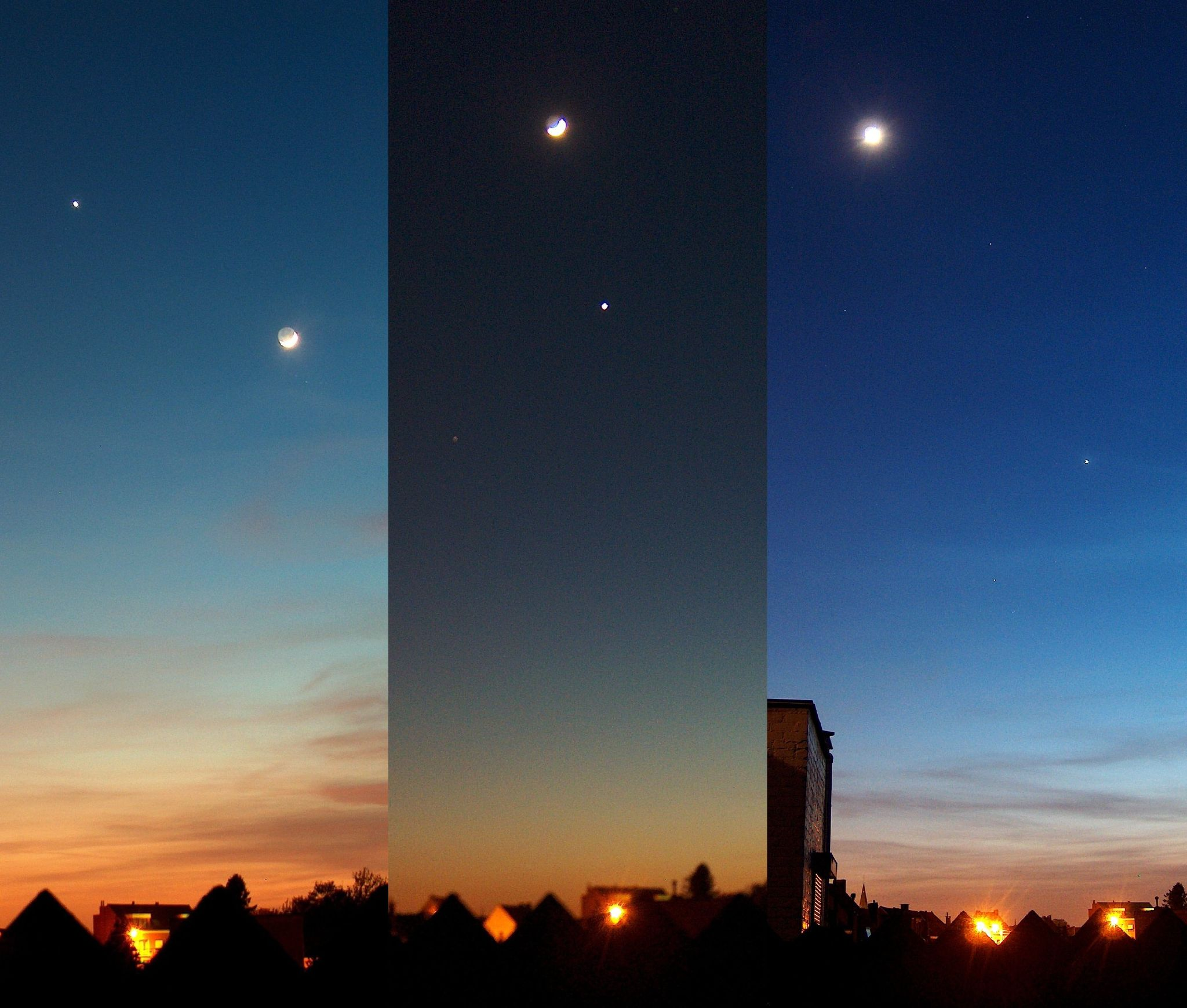
Tres dies consecutius de la conjunció entre la Lluna i Venus.

Dos astres estan amb conjunció quan observats des d'un tercer (generalment la Terra) es troben en la mateixa longitud celeste. Com que la latitud celeste pot ser diferent, els astres s'aproximen molt en el cel, encara que no coincideixen, passant un per damunt de l'altre.
- La Lluna es troba en conjunció amb el Sol quan passa entre ell i la Terra, és a dir, en la Lluna nova. Si les latituds no són gaire diferents, és a dir, si la Lluna està prop dels nodes de la seua òrbita, hi haurà un eclipsi de sol.

- Els planetes interiors (Mercuri i Venus es troben en conjunció inferior quan passen entre el Sol i la Terra, llavors el planeta es troba a la mínima distància de la Terra i presenta el seu major diàmetre i la seua cara no il·luminada.

Si els planetes no tenen una latitud gaire gran (estan prop de l'eclíptica o prop del node de la seua òrbita) llavors pot haver-hi un trànsit d'aquests planetes pel disc solar. Els planetes interiors estan en conjunció superior quan és el Sol el que està situat entre ells i el planeta Terra.
Estan llavors a la màxima distància de la Terra i presenten el seu diàmetre més petit i la seua cara totalment il·luminada. Són difícils d'observar perquè en trobar-se prop del Sol ixen i es ponen amb ell.
- Els planetes exteriors a l'òrbita de la Terra (la resta) només poden trobar-se en conjunció superior, que es denomina simplement conjunció, perquè el planeta no pot passar entre el Sol i la Terra.
- Quan la conjunció es dona entre els dos planetes més grans del Sistema solar (Júpiter i Saturn), s'anomena gran conjunció, fenomen que té lloc cada 20 anys de mitjana. És una de les conjuncions més espectaculars i pot ser observable a ull nu.

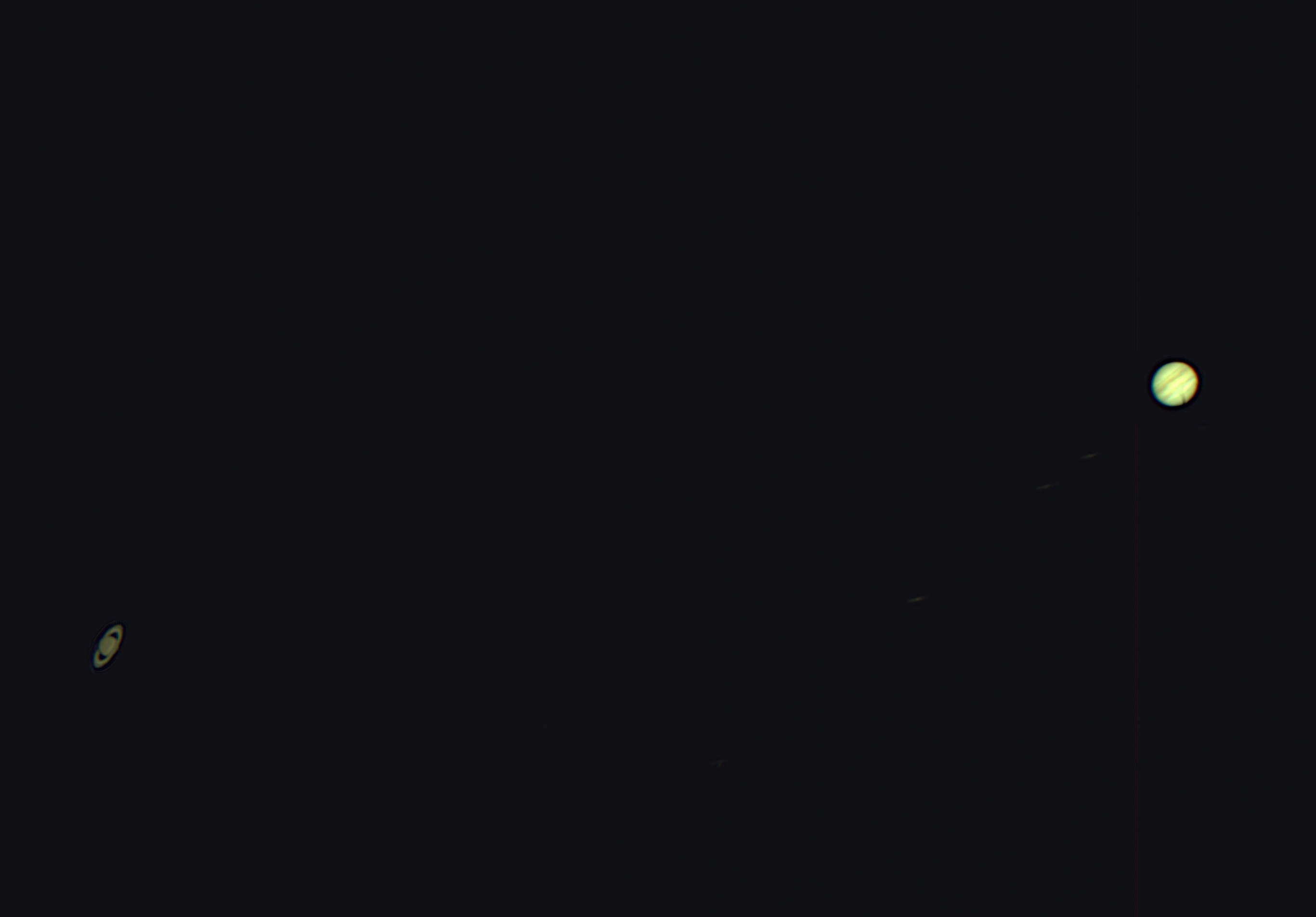
Gran conjunció del 2020, fotografiada dos dies abans del punt d'apropament màxim.

Una de les conjuncions recents més significatives es va produir el 5 de maig del 2000, quan els planetes Mercuri, Venus, la Terra, Mart, Júpiter i Saturn van estar pràcticament alineats amb el Sol. A més, la Lluna també es trobava quasi alineada entre la Terra i el Sol.
No ha de confondre's amb oposició, que és quan la Terra passa entre el Sol i el planeta exterior.

## Superior i inferior
Com es veu des d'un planeta que és superior, si un inferior es troba al costat oposat del Sol, està en conjunció superior amb el Sol. Una conjunció inferior es produeix quan els dos planetes es troben en una línia al mateix costat del Sol. En una conjunció inferior, el planeta superior està "en oposició" al Sol vist des del planeta inferior.
Els termes "conjunció inferior" i "conjunció superior" s'utilitzen en particular per als planetes Mercuri i Venus, que són planetes inferiors com es veu des de la Terra. Tanmateix, aquesta definició es pot aplicar a qualsevol parell de planetes, tal com es veu des del més allunyat del Sol.
Es diu simplement que un planeta (o asteroide o cometa) està en conjunció, quan està en conjunció amb el Sol, vist des de la Terra. La Lluna està en conjunció amb el Sol a Lluna Nova.